# Grå kattfågel
Grå kattfågel (Dumetella carolinensis) är en nordamerikansk fågel i familjen härmtrastar inom ordningen tättingar.

## Utseende
Grå kattfågel är en liten trastliknande fågel, 19–21 centimeter i längd. Den är enfärgat askgrå med svart hätta och rödbrun undergump.

### Läten
Grå kattfågel har fått sitt namn från sitt lockläte, ett hest och kattlikt jamande. Andra läten låter skallrande. Sången består av en haltande ramsa med inslag av jamande och vassa tjipp-läten.

## Utbredning och systematik
Fågeln förekommer i Nordamerika från södra British Columbia till Gulfstaterna. Den övervintrar i Karibien och så långt söderut som till Panama. Arten är en mycket sällsynt gäst i Europa med fynd i Storbritannien, Kanalöarna, Belgien, Tyskland, Spanien, Irland och Azorerna.

### Släktskap
Grå kattfågel placeras som enda art i släktet Dumetella. Den ingår i en grupp med övervägande västindiska härmtrastar. Allra närmast tros den stå den starkt hotade arten vitbröstad härmtrast (Ramphocinclus brachyurus). Notera att ett antal arter i familjen lövsalsfåglar också kallas kattfåglar, men dessa är inte alls besläktade med grå kattfågel.

## Levnadssätt
Fågeln hittas i undervegetation i skog, ofta i fuktiga och skuggiga områden. Den ses oftast ensam där den tillbakadraget födosöker på marken eller lågt i buskar efter insekter, andra ryggradslösa djur och bär.

### Häckning
Boet placeras på varierande höjd mitt i en buske, i en klängväxt eller ett träd. Honan lägger två till tre kullar med ett till sex ägg som ruvas i tolv till 15 dagar. Ungarna är flygga tio till elva dagar efter kläckning.

## Status och hot
Arten har ett stort utbredningsområde och en stor population med stabil utveckling. Utifrån dessa kriterier kategoriserar internationella naturvårdsunionen IUCN arten som livskraftig (LC). Världspopulationen uppskattas till 27 miljoner häckande individer.

## Bilder

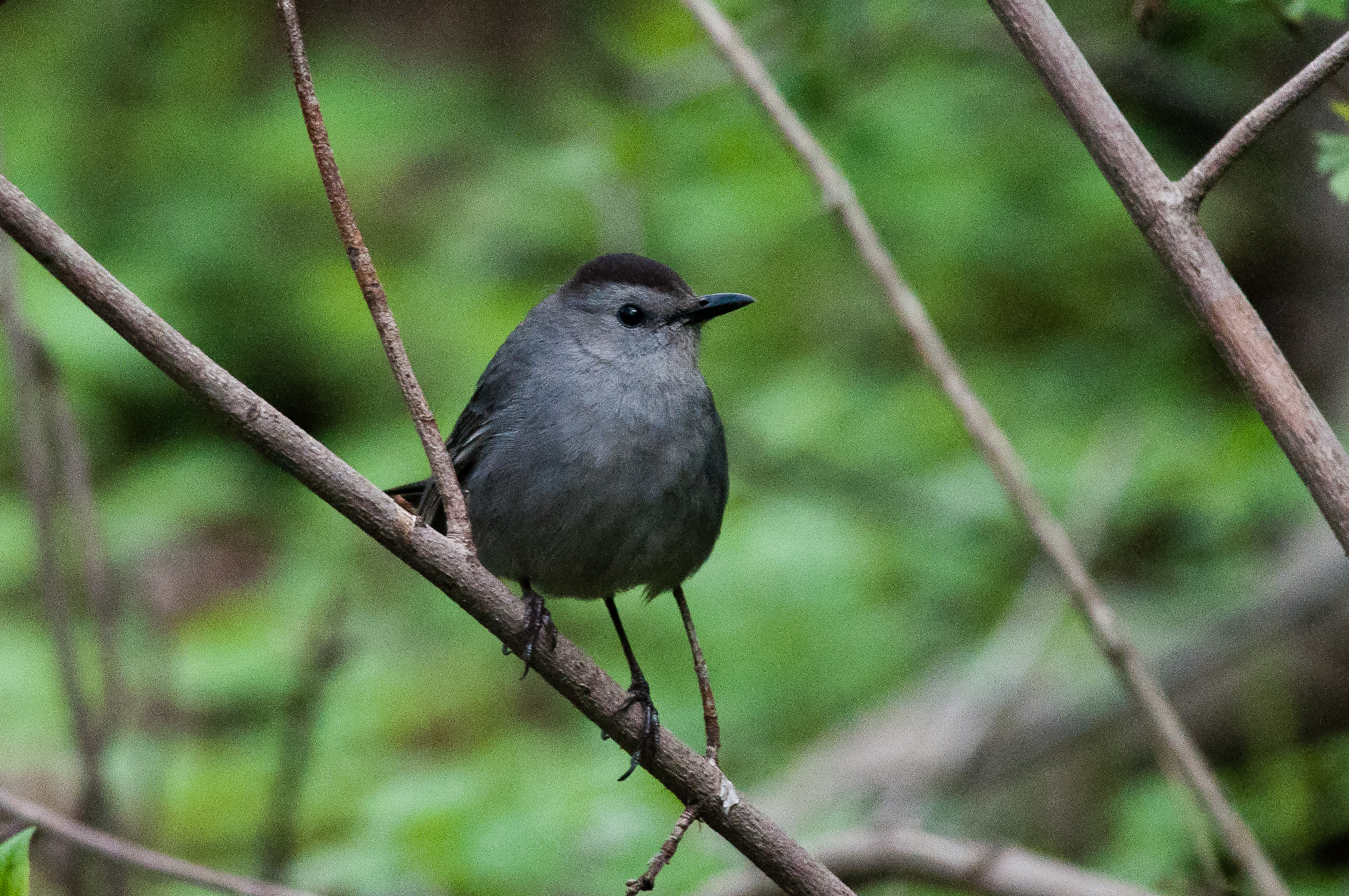
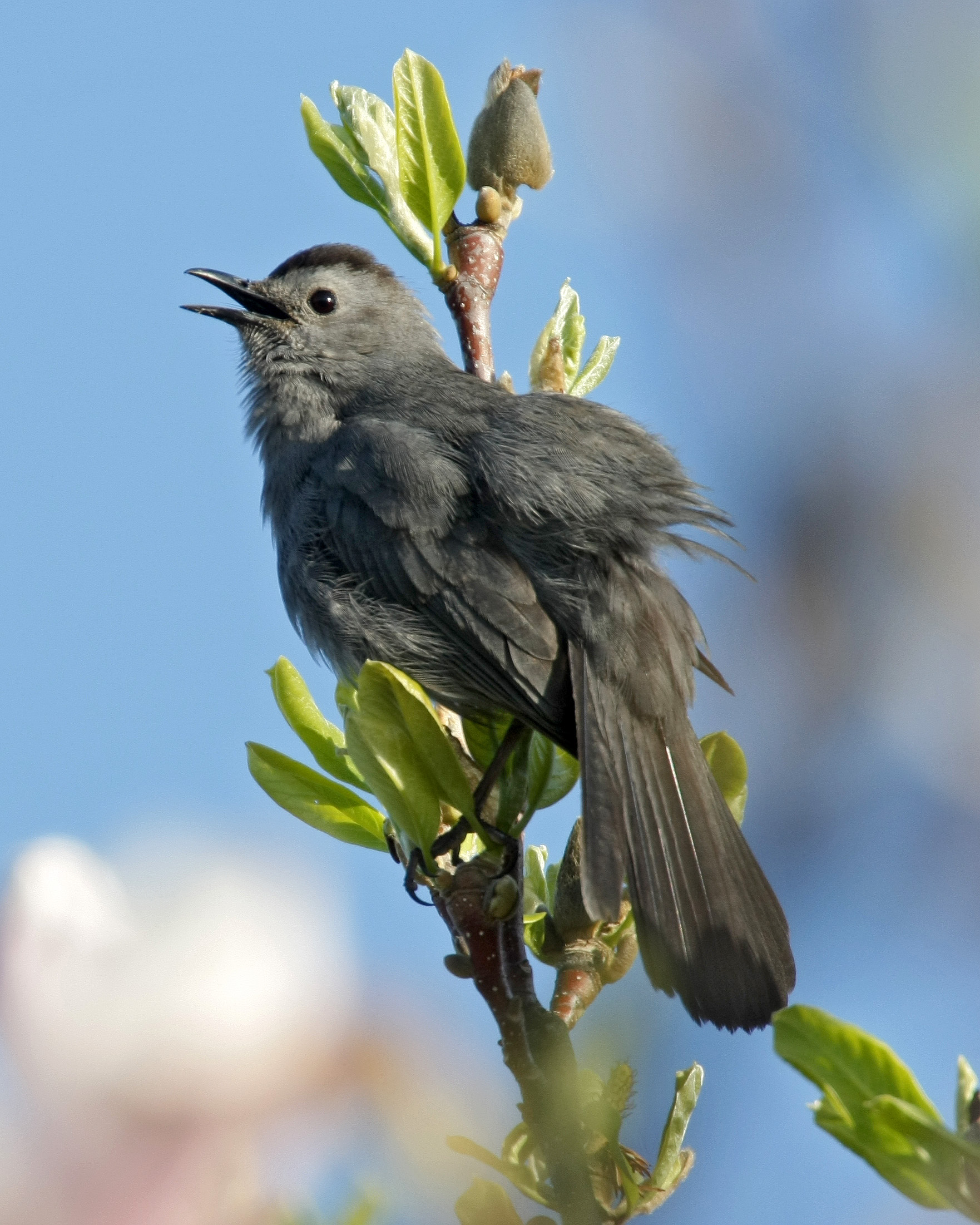
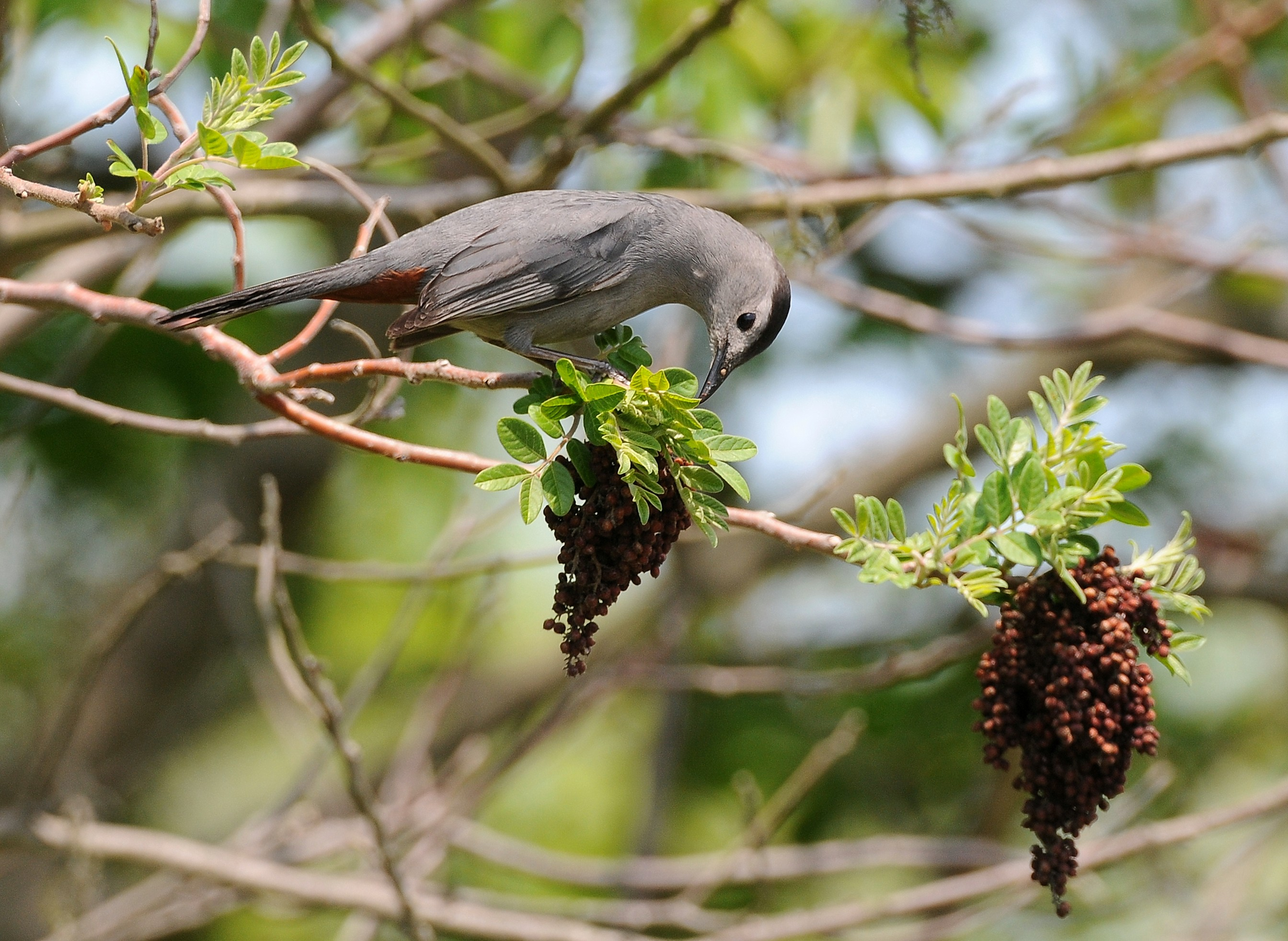
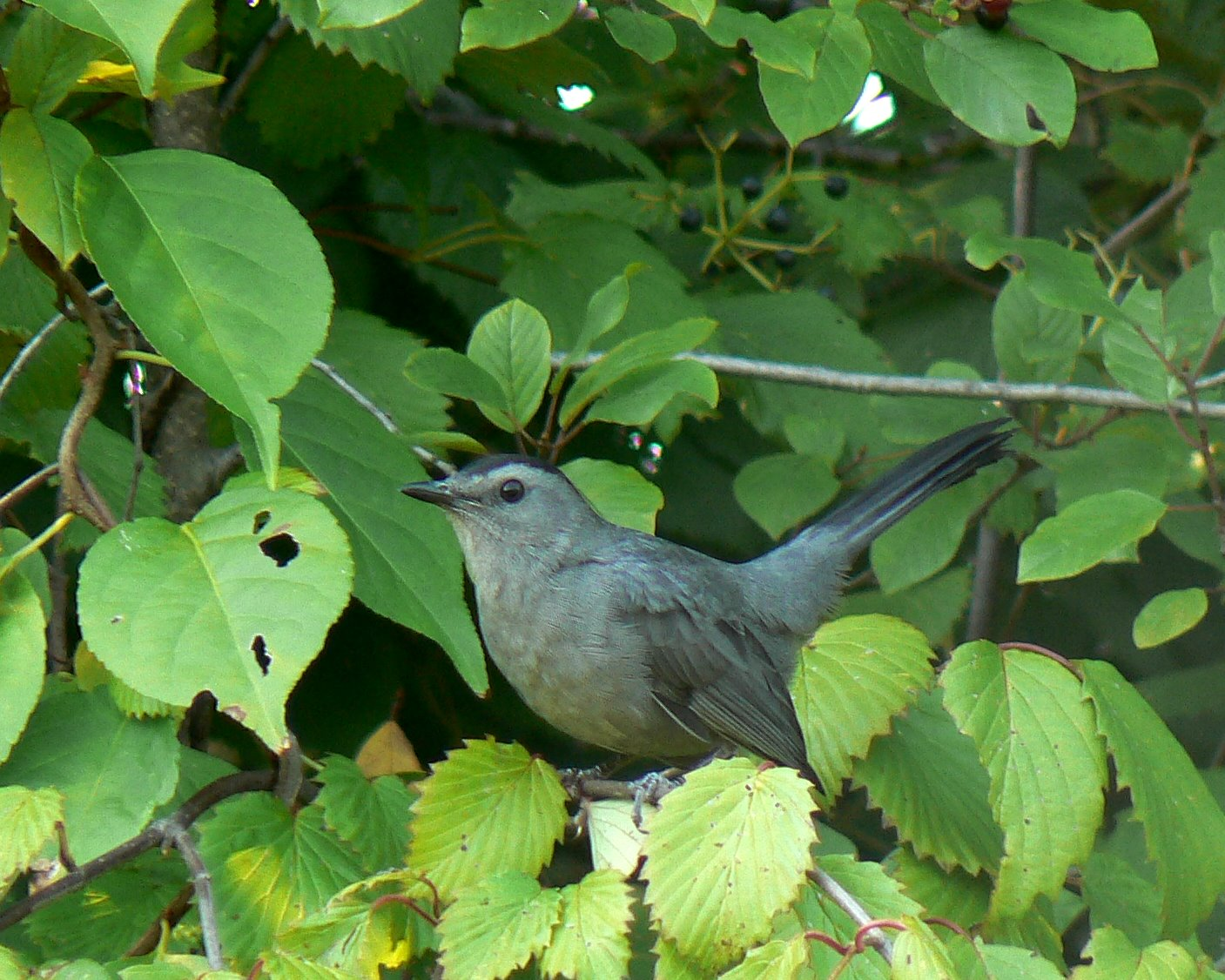